# 澳門公共天線公司

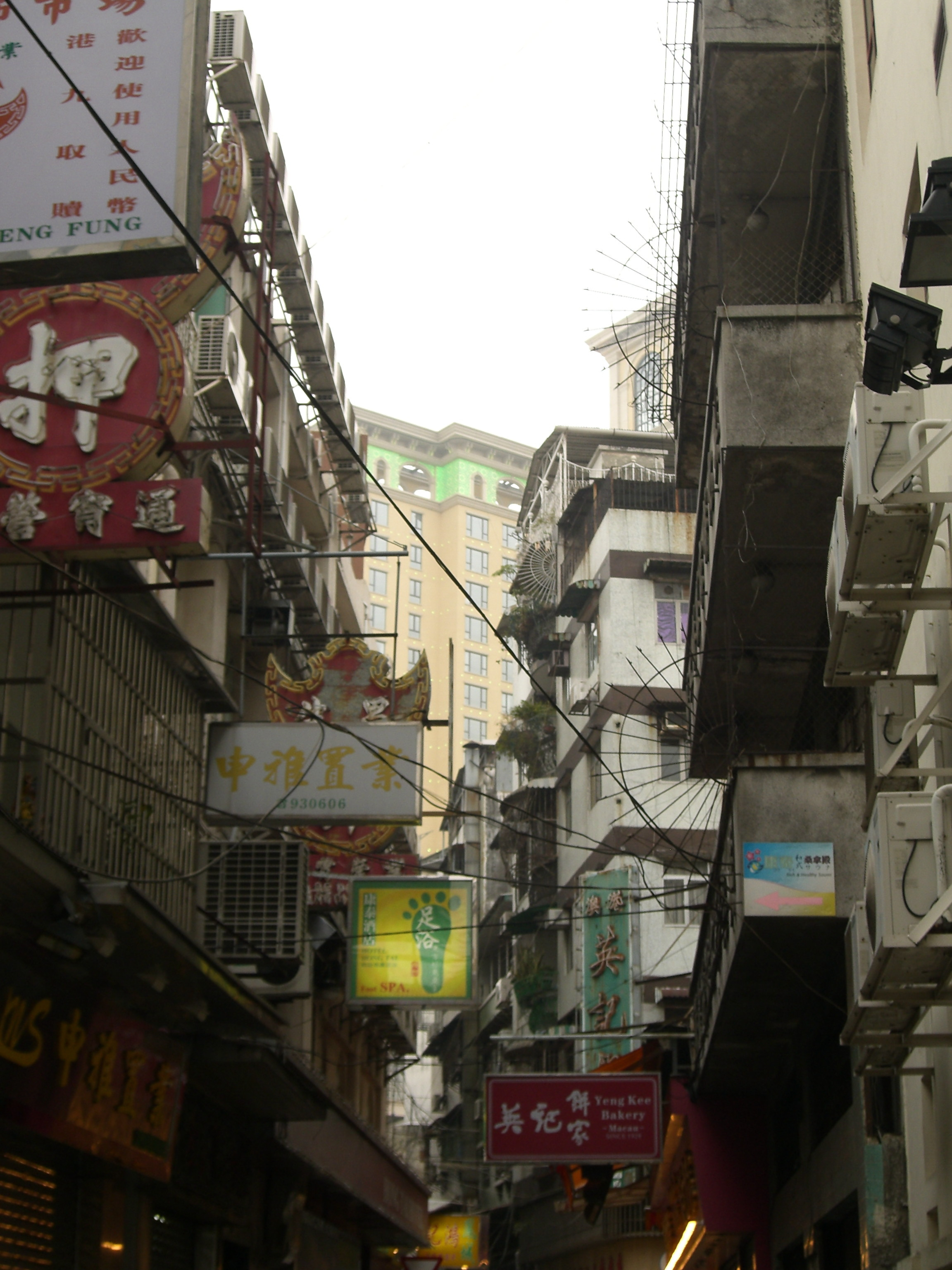
澳門街道上隨處可見凌亂的過街天線電纜

澳門公共天線公司是指服務於澳門居住及住戶接收電視廣播及廣播電台訊號的公共天線公司。澳門公共天線公司共16家，在澳門政府的角度上，他們屬於「非法經營」。2013年8月，公共天線公司和澳門有線電視達成協議，以有線名義轉播模擬及數碼頻道合共約40個頻道。

## 現存公共天線服務商
- 廣星傳訊有限公司
- 世界電業工程行
- 德州電子系統工程公司（現已結業）
- 德華電子系統工程公司
- 高峰電子工程公司
- 快捷電業行
- 海洋電子系統工程
- 訊達科技有限公司[1]（中信間接附屬機構）
- 信通電子系統工程公司
- 信和電子保安工程公司
- 訊達科技有限公司
- 星輝科技有限公司
- 合興行地產電子工程
- 錦榮電子科技有限公司 （ Eight澳門區總代理 ）
- 發記工程公司
- 展鴻科技器材行
- 高達行電子工程公司

## 廣播訊號權問題
自1998年起，澳門各公共天線公司在未經澳門有線電視及有關的電視頻道取得相關許可轉播的情況下，單方面向其客戶轉播有關的廣播頻道訊號；及至2005年8月，電信暨資訊科技發展辦公室表示會開始巡查全澳門的電視訊號是否合法，並會取締播有關未獲授權許可的衛星電視頻道。辦公室升格電信管理局後，局長陶永強在一年後表示，澳門有線電視和各公共天線公司之間的問題，雙方仍在協商當中，但他認為公共天線問題毋須以立法的方式去解決。 而此事件至今仍然未有解決，是長年累月遺留下來的歷史的問題。直至2013年6月8日，澳門中級法院裁定澳門有線電視上訴得直，勒令公共天線公司須在九十日內停止轉播未經授權的電視信號。為解決澳門大部分住戶利用公天網絡收看電視習慣，由2013年8月8日起，14間公天公司使用澳門有線的電視訊號以作短期解決問題，頻道由以往的100個減至40個，澳視高清及澳視体育因版權問題暫時未能在公天網絡中播放；直至2013年8月12日電信局和澳廣視釐清版權問題，公天網絡會盡快恢復兩頻道的信號。

## 地位問題
澳門各公共天線公司的地位問題由開設到現時仍然未有解決；為避免可能有之法律責任，各公天公司都會巧立名目，以「天線保養費」之名向住戶收取訊號轉駁費；澳門電信管理局在升格成立後表示各公共天線公司是「非法」存在外，並務必要取締，令到相關的公共天線公司大為不滿，更一度中斷轉播澳廣視中文台及葡文台的廣播訊號以及在各大報章上刊登聲明廣告作聲明；聲明稿上表示反對局方「干擾自由經濟市場」、「無理強行拆除業界的線纜」和「持雙重標準對待業界」為由，要求重新檢討《有線電視專營合約》。其後陶永強表示，《電信綱要法》及相關法例已清楚列明不得任意在澳門興建電訊網絡，而自澳門有線電視的專營合約落實後，政府與公共天線公司尋求解決方案已有基本明確立場，並依照法例處理，而凡未經批准及發牌的線纜、電纜一定會被當局清拆。同年年底，廣星傳訊斥資超過三億澳門元購入澳門有線電視的股權，成為該公司的大股東，並表示易於協助解決公共天線公司（包括廣星傳訊）的遺留問題。

## 接收香港數碼廣播訊號問題
2007年12月31日晚上，香港數碼地面電視正式啟播，各公共天線公司在澳門有線電視取得高清廣播授權的情況下，澳門各公共天線公司也在當晚開始向其客戶在無需使用解碼器（通稱機頂盒）進行解碼的情況下（公共天線公司解碼後轉播）提供轉播，因而令到電訊管理局質疑有關的行為是否合法、合適。電信管理局局長陶永強其後表示會盡最大努力中斷有關不合法轉播的電視廣播電纜及取締有關的公共天線公司；對於局方的言論，公共天線公司表示假如局方強行清行清拆會到司法警察局報案，而局方則表示有關的清拆行動是合乎法律而進行，而這個原因也導致了在2008年1月下旬被中斷轉播電視廣播訊號事件的主要原因。

## 電纜被清拆
2007年8月，電信管理局在氹仔海洋花園清拆公共天線公司鋪設的架空電纜，當日引起了住戶的不滿，最後有關當局和海洋花園業主會協商後，問題幸得解決。這是局方清拆有關的電纜的先例。
2008年1月29日早上開始，電信管理局派技術員到氹仔多座大廈（包括卓家村）清拆「非法」電纜，期間有關的公共天線公司派員視察，發現被清拆的包括舊有的同軸電纜，令到有關大廈的住戶被中斷了電視廣播訊號。該公共天線公司表示，無論是舊有的同軸電纜還是高清電纜，而當局也沒權力清拆，因為有關的財產是私人財產，更表示會恢復接駁有關被拆去的線纜，並表示日後有同類事件也會重新接駁。同日下午，局長陶永強表示被拆的線纜是新建的非法網絡，並只用於接收香港慈雲山發射站所發出的高清廣播信號。

## 電視廣播訊號被中斷
2008年1月29日晚上7時45分開始，祐漢、台山、新橋、下環地區被相關的公共天線公司中斷轉播全部電視訊號；及至晚上8時15分，新口岸、南灣地區等也受到中斷轉播而影響（澳門有線電視客戶除外），受到中斷的有八、九成地區。
到1月30日早上，澳門部份公共天線公司召開聯席會議，
其後在下午會和電訊管理局召開會議。在第一輪會議上談判失敗，而到第二輪會議後才有初步的共識（但公共天線公司表示局方無意協商）。

## 外部連結
- 關於澳廣視與公天的調查報告 （页面存档备份，存于）

## 資料來源
1. ↑  訊達科技有限公司 的存檔，存档日期2007-12-23.
2. ↑  2005年8月25日澳門日報頭條新聞
3. ↑  澳門日報 2006年5月11日
4. ↑  .   [2011-05-18]. （原始内容存档于2011-05-21）.
5. ↑  2007年7月2日，澳門日報
6. ↑  2007年7月3日，澳門日報
7. ↑  澳門日報 2008年1月18日，《電信局決拆公天光纖[永久]》
8. ↑  2007年8月15日，澳門日報
9. ↑  2008年1月29日，澳門電視台《澳視新聞》，氹仔多座大廈高清天線被拆 （页面存档备份，存于）
10. ↑  .   [2008-02-01]. （原始内容存档于2008-02-01）.
11. ↑  廣泛地區公天信號中斷[永久]
12. ↑  公天指不存在挑釁[永久]
13. ↑  電信局將與公天業界開會[永久]
14. ↑  2008年1月31日，澳門日報